# Tollensprobe

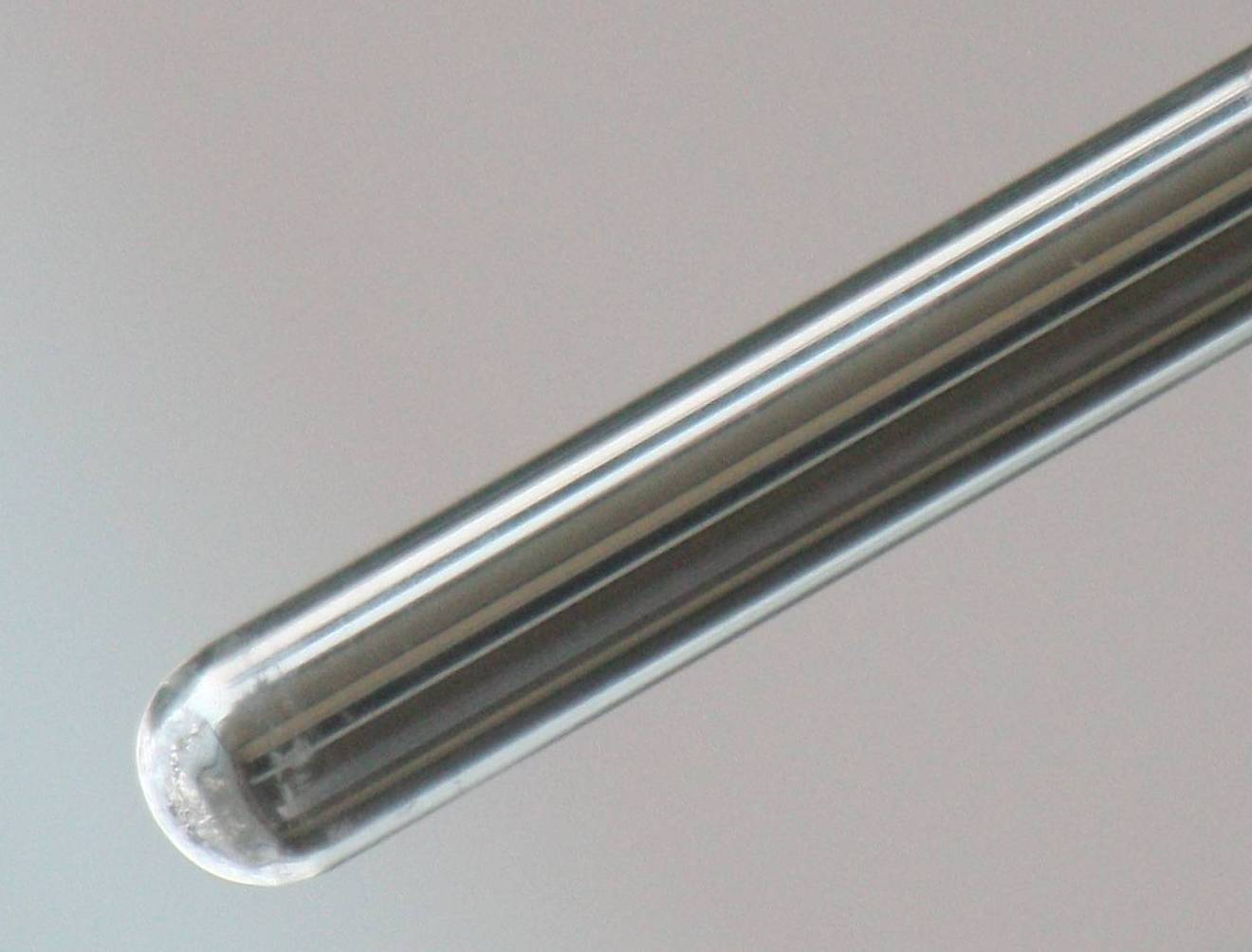
Positive Tollensprobe: Silberspiegel an der Reagenzglasinnenwand

Die Tollensprobe (benannt nach dem Agrikulturchemiker Bernhard Tollens) oder Silberspiegelprobe ist ein Nachweis für Aldehyde bzw. reduzierende funktionelle Gruppen. Die Herstellung des Reagenzes wurde im Jahr 1881 erstmals durch Bernhard Tollens beschrieben.
Das Tollensreagenz ist eine ammoniakalische Silbernitrat-Lösung, welche man herstellt, indem man zu einer Silbernitrat-Lösung so lange konzentrierte Ammoniak-Lösung hinzutropft, bis der entstehende braune Niederschlag von Silber(I)-oxid (Ag2O) in den löslichen Diamminsilber(I)-komplex ([Ag(NH3)2]+) übergeht.
Zum Nachweis gibt man zu einer wässrigen Lösung der zu testenden Substanz im Reagenzglas die ammoniakalische Silbernitrat-Lösung und erwärmt diese im Wasserbad für wenige Minuten auf ca. 70 °C.
Der Nachweis ist positiv, wenn sich durch Fällung von elementarem Silber die Lösung schwarz verfärbt und sich an der Innenwand des Reagenzglases Silber abscheidet, was zur Bildung eines spiegelnden Belages führt.
Die Reaktionsgleichung für die Oxidation von Ethanal (Acetaldehyd) mit Diamminsilber(I)-Kation zu Essigsäure lautet:
{\displaystyle \mathrm {CH_{3}CHO+2\ [Ag(NH_{3})_{2}]^{+}+2\ OH^{-}\longrightarrow } } {\displaystyle \mathrm {CH_{3}COOH+2\ Ag\downarrow +\ 4\ NH_{3}\uparrow +\ H_{2}O} }
Mit der Tollensprobe lassen sich auch leicht die Aldehydgruppen reduzierender Zucker wie Glucose oder Lactose nachweisen.
Obwohl die offenkettige Form (Aldehyd) dieser Zucker in wässriger Lösung nur in sehr geringem Anteil neben den geschlossenen Ringformen (hier ist die Aldehydgruppe als Halbacetal gebunden) vorliegt, läuft die Reaktion dennoch praktisch vollständig ab, da die offenkettige Form über ein chemisches Gleichgewicht aus den Ringformen nachgebildet wird.
z. B.:
{\displaystyle \alpha {,}\beta {\mbox{-Glucose (Halbacetal)}}\rightleftharpoons {\mbox{offenkettige Form (Aldehyd)}}\ {\xrightarrow {\mbox{Oxidation}}}\ {\mbox{Gluconsäure}}}
Die ammoniakalische Silbernitrat-Lösung muss immer frisch hergestellt werden, weil sich bei längerem Stehen das hochexplosive Silbernitrid Ag3N abscheiden würde.

## Die Tollensprobe – eine Redoxreaktion
Da die Oxidation der Probesubstanz durch Reduktion der Silber(I)-Ionen erfolgt, kann die Gesamtreaktion wie bei allen Redoxreaktionen in eine Oxidations- und Reduktionsreaktion zerlegt werden. Dabei wird im nachfolgenden Beispiel zur Vereinfachung nicht berücksichtigt, dass die Silberionen eigentlich in einem Silberdiamminkomplex vorliegen:
| {\displaystyle \mathrm {Oxidation{:}\ } } | {\displaystyle \mathrm {CH_{3}{-}{\overset {\underset {+I}{}}{C}}HO+2\ OH^{-}} }           | {\displaystyle \mathrm {\longrightarrow } } | {\displaystyle \mathrm {CH_{3}{-}{\overset {\underset {+III}{}}{C}}OOH+2\ e^{-}+H_{2}O} }         |                                      |
| {\displaystyle \mathrm {Reduktion{:}\ } } | {\displaystyle \mathrm {Ag^{+}+e^{-}\ } }                                                  | {\displaystyle \mathrm {\longrightarrow } } | {\displaystyle \mathrm {\ Ag\downarrow } }                                                        | {\displaystyle \mathrm {\|\cdot 2} } |
|                                           |                                                                                            |                                             |                                                                                                   |                                      |
| {\displaystyle \mathrm {Gesamt{:}\ } }    | {\displaystyle \mathrm {CH_{3}{-}{\overset {\underset {+I}{}}{C}}HO+2\ Ag^{+}+2\ OH^{-}} } | {\displaystyle \mathrm {\longrightarrow } } | {\displaystyle \mathrm {CH_{3}{-}{\overset {\underset {+III}{}}{C}}OOH+2\ Ag\downarrow +H_{2}O} } |                                      |
Die Redox-Reaktion lässt sich auch (hier am Kohlenstoff-Atom) mit Hilfe der Oxidationszahlen verfolgen:
Da die Reaktion im alkalischen Milieu stattfindet, wird die entstehende Carboxygruppe (im Beispiel die Carboxygruppe der Essigsäure) durch Hydroxidionen zur Carboxylatgruppe im Sinne einer Säure-Base-Reaktion deprotoniert. Es entsteht im Beispiel das Acetat:
{\displaystyle \mathrm {CH_{3}COOH+OH^{-}\longrightarrow CH_{3}COO^{-}+H_{2}O} }
Weitere Nachweisreaktionen für Aldehyde:
- Fehling-Probe
- Schiffsche Probe mit dem Schiffschen Reagenz
- Benedict-Reagenz